# Vicki Randle
Vicki Randle (San Francisco, 1954. december 11. –) amerikai énekesnő, dalszerző, multi-instrumentalista. A The Tonight Show Band első állandó női tagjaként közismert − mely tévéműsor 1992-ben Jay Leno műsorvezetővel indult.

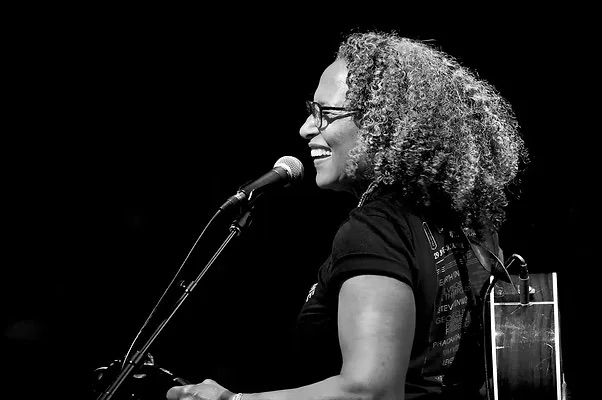
Vicki Randle hátán a tamburinnal, 2019-ben

## Pályafutása
Randle apja dzsesszzongorista, nagynénje operaénekesnő volt. Zenei pályafutását folkgitárosként kezdte. Hamarosan felfedezte magának a Led Zeppelin, a King Crimson és a Yes zenekarokat. Hamarosan kísérletezni kezdett azzal, hogy Billie Holiday, Ella Fitzgerald és Sarah Vaughan általa hallott dallamokat, valamint Otis Redding, Etta James és Aretha Franklin R&B és blues dalait adaptálja szólóelőadásaiba.
Olyan helyszíneken játszott, mint a Bla-Bla Cafe, a McCabe's és az Ice House. Számos zenésszel  turnézott és kéazített lemezeket (Cris Williamson, Ferron, June Millington, Linda Tillery, Aretha Franklin, Mavis Staples, George Benson, Lionel Richie, Kenny Loggins, Céline Dion, Herbie Hancock, Wayne Shorter, Branford Marsalis, Jeffrey Osborne, Laura Nyro, Lyle Mays.
Randle lett a Branford Marsalisszal a Tonight Show Band első állandó nőtagja, 1992. májusától 2009. májusáig. Folytatta együttműködését Jay Leno-val az NBC-n heti öt estén át futó „The Jay Leno Show” című műsorban. A műsor 2010. február 9-én visszatért a The Tonight Show with Jay Leno-hoz, amit 2010. májusáig folytatott.
2006-ban Randle kiadta első szólóalbumát „Sleep City: Lullabies for Insomniacs” címmel. Olyan előadók működtek közre ezen, mint Bonnie Hayes, Cris Williamson, Nina Gerber, Barbara Higbie, Teresa Trull, Linda Tillery, Freddie Washington, Herman Matthews, Stephen Bruton.
A túlnyomórészt fekete, kizárólag nőkből álló Skip The Needle rockegyüttes tagjaként basszusgitárosként, ütőhangszeresként, énekesként és zeneszerzőként szerepel. Randle mellett a zenekar tagjai Shelley Doty, Kofy Brown és Katie Cash.
2022-ben Randle csatlakozott Greg Loiacono zenekarához is ütőhangszeresként és énekesnőként. Basszusgitárosként turnézik majd az MC5-tel, amelyet Wayne Kramer gitáros vezet, és amelyben Brad Brooks énekes, Stevie Salas gitáros és Winston Watson dobos működik közre.

## Filmek
- Vicki Randle szerepelt a HBO Mavis! című dokumentumfilmben.

## Album
- Vicki Randle – Sleep City, 2006.